# Hilary Rudolph Robert Blood

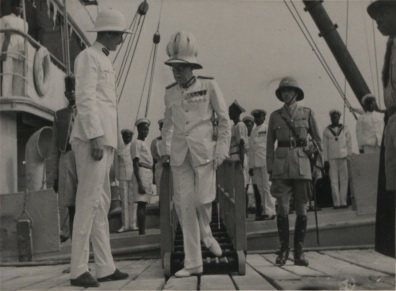
Hilary Rudolph Robert Blood

Sir Hilary Rudolph Robert Blood (* 28. Mai 1893 in Kilmarnock; † 20. Juni 1967 in Kent) war ein britischer Kolonialbeamter.

## Leben
Zwischen dem 23. März 1942 und 29. März 1947 war er Gouverneur in Britisch-Gambia und repräsentierte Georg VI. in der britischen Kolonie. Anschließend war er in der Kolonie Mauritius vom 26. September 1949 bis 11. Januar 1954 als Gouverneur eingesetzt.
Blood wurde 1944 zum Ritter geschlagen.